# Schlachtfelder
Schlachtfelder ist ein Dokumentarfilm des DEFA-Studios für Dokumentarfilme von Peter Voigt aus dem Jahr 1986.

## Handlung
Der Film beginnt mit Aufnahmen aus dem heutigen Wolgograd und dem Hinweis, dass man hier immer in zwei Städten zugleich ist, denn Stalingrad ist allgegenwärtig. Heute ist Stalingrad nicht mehr der Name für eine Stadt, sondern nur mehr eine welthistorische Legende. Zwei Millionen Soldaten standen hier einander gegenüber und auf dem Boden dieser Stadt an der Wolga hat die Rote Armee den Zweiten Weltkrieg im Winter 1942/1943 zur Umkehr gezwungen, danach war Stalingrad nur noch eine riesige Schutthalde. In den folgenden Aufnahmen werden Neubauten gezeigt, die in den ersten Friedensjahren errichtet wurden.
Am anderen Ende Europas gerät in Frankreich ein anderes Schlachtfeld ins Blickfeld, zugewachsene Schützengräben, Granattrichter und Minenfelder sind immer noch Zeugnisse der Schlacht um Verdun. Vom Februar bis September 1916 haben sich im Ersten Weltkrieg Deutsche und Franzosen schwere Kämpfe geliefert. Im Gegensatz zu Stalingrad fanden hier die Kämpfe vor den Toren der Stadt statt.
Der Film beschäftigt sich mit diesen Schlachten zweier Weltkriege, zeigt Aufnahmen vom Leben in der heutigen Zeit und wie die Vergangenheit verarbeitet wird. Haften bleibt die Erkenntnis über die Unmenschlichkeit des Krieges und die Brüchigkeit des Friedens.

## Produktion und Veröffentlichung
Schlachtfelder wurde unter dem Arbeitstitel Wolgograd – Jetztzeit auf ORWO-Color gedreht und hatte am 8. Januar 1986 seine erste nachweisbare Aufführung in der Reihe Angebote im Berliner Kino Babylon.